# Dyskryminacja gatunkowa

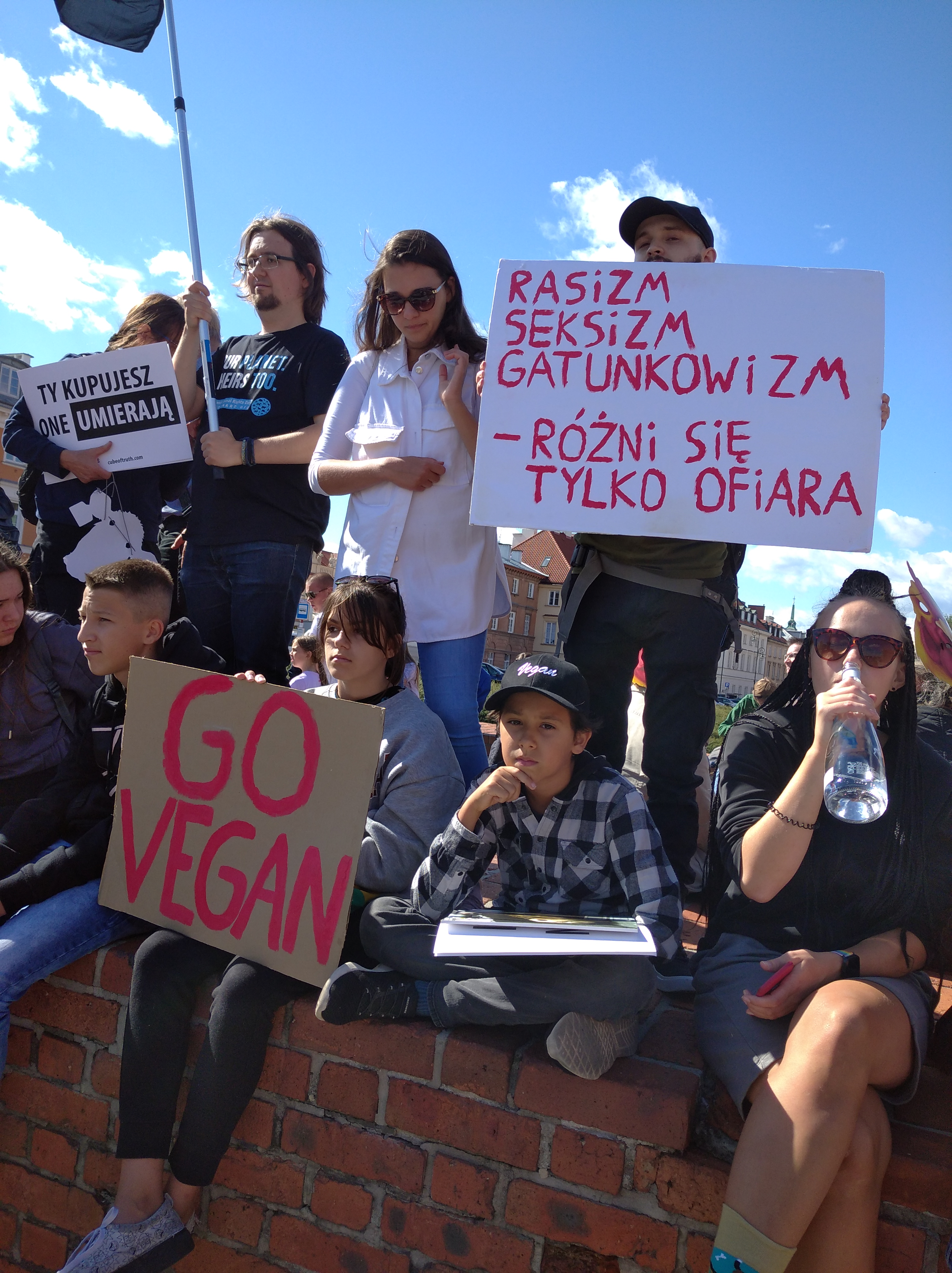
Uczestnik Marszu Wyzwolenia Zwierząt w Warszawie z hasłem zrównującym dyskryminację gatunkową do dyskryminacji człowieka, 4 września 2021.

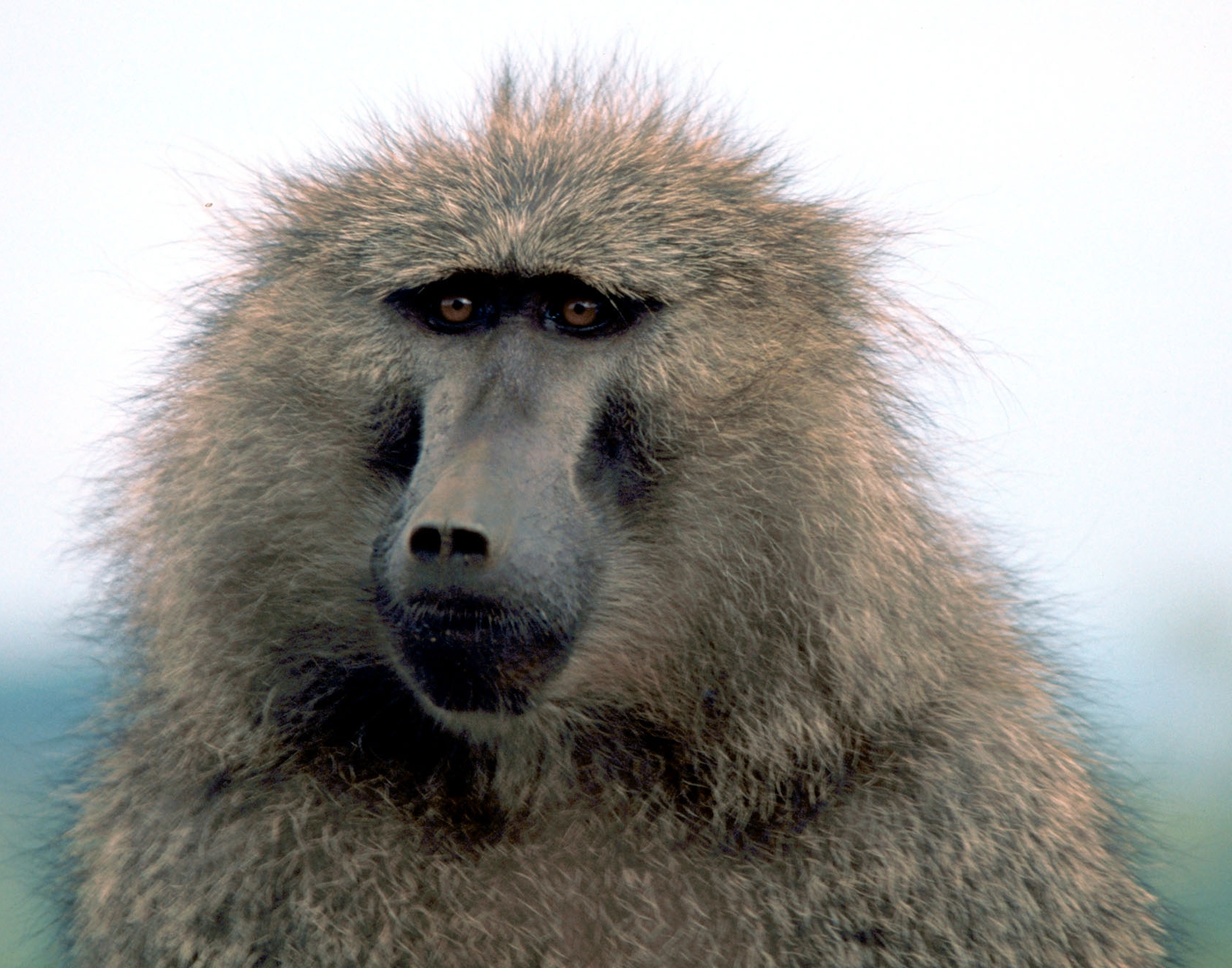
Pawian anubis często występujący jako ikona ruchów na rzecz praw zwierząt.

Dyskryminacja gatunkowa, szowinizm gatunkowy, specyzm (proponowane są również nazwy gatunkizm, gatunkowizm; ang. speciesism) – postawa stawiająca interesy własnego gatunku (w domyśle: Homo sapiens) ponad interesami innych gatunków. Określenie to zostało utworzone na zasadzie analogii do rasizmu i seksizmu przez bioetyków, a podjęte zostało głównie przez zwolenników praw zwierząt.
Termin speciesism ukuł Richard D. Ryder, brytyjski psycholog w ramach krytyki stosowanej w naukach przyrodniczych, w tym psychologii, wiwisekcji na początku lat 70. XX w. Zapoczątkowało to nową falę aktywizmu prozwierzęcego - zainteresowaną nie tyle stopniową poprawą dobrostanu zwierząt, ile przyznaniem zwierzętom praw mogących całkowicie zakwestionować ludzkie zwyczaje. Niedługo potem pojęcia speciesism i antispeciesism zostały rozpropagowane przez filozofa i przyjaciela Rydera Petera Singera, który w 1975 roku opublikował książkę Wyzwolenie zwierząt, w której opisał najgorsze praktyki na farmach oraz w laboratoriach badawczych i argumentował, że ludzie mają obowiązek uwzględniać interesy zwierząt. Zerwanie z szowinizmem gatunkowym nie oznacza identycznego traktowania ludzi i innych zwierząt ale dostrzeżenie, że cierpienie innych zwierząt jest porównywalne z ludzkim.
Zagadnienie dyskryminacji gatunkowej jest podejmowane głównie przez jej przeciwników, uważających, że podobnie jak moralnie złe były niewolnictwo czy seksizm, tak też złe jest dyskryminowanie przedstawiciela innego gatunku tylko z tego powodu, że jest on właśnie przedstawicielem owego gatunku. Według Singera postawa, w której przyznaje się wyższość interesów własnego gatunku nad interesami innego gatunku, jest równoważna postawie przyznającej pierwszeństwo interesom własnej rasy lub płci. Singer swoją niezgodę na dyskryminację gatunkową wiąże z utylitaryzmem, czyli poglądem mówiącym, że moralnym obowiązkiem jest powiększanie sumy szczęścia jak największej liczby osób, przy czym za osoby uważa istoty zdolne do odczuwania bólu, a więc mające w swoim interesie unikanie cierpienia. Niezgoda na dyskryminację gatunkową nie musi oznaczać identycznego traktowania przedstawicieli różnych gatunków, lecz może realizować się w dostosowywaniu traktowania do psychiki konkretnej istoty. Przykładowo, dzikie zwierzę może bardziej cierpieć w sytuacji uwięzienia niż świadomy praw więźnia człowiek, z kolei ludzkie dziecko może odczuć uderzenie dotkliwiej niż dorosły koń. Ponadto świadomy swego istnienia ssak może według przeciwników dyskryminacji gatunkowej bardziej zasługiwać na życie niż człowiek o silnie uszkodzonym mózgu. Teza ta jest propagowana przez Singera, podczas gdy inny bioetyk znany z przeciwstawiania się dyskryminacji gatunkowej, Tom Regan, zalicza prawo do życia do podstawowych praw, przysługujących również istotom pozbawionym świadomości. Również Ryder krytykuje utylitaryzm, twierdząc, że interesy mają poszczególne osobniki, a nie ich suma.
Z pojęciem dyskryminacji gatunkowej wiąże się założony przez Singera Great Ape Project – projekt, który zmierza do przyznania naczelnym prawnej ochrony ich podstawowych interesów:
1. Prawa do życia
2. Ochrony indywidualnej wolności
3. Ochrony przed torturami.